# Lijst van voetbalinterlands Bosnië en Herzegovina - Georgië (vrouwen)
Deze lijst van voetbalinterlands is een overzicht van alle officiële voetbalinterlands tussen de nationale vrouwenteams van Bosnië en Herzegovina en Georgië. De landen hebben tot nu toe twee keer tegen elkaar gespeeld.

## Wedstrijden
| № | Plaats  | Datum            | Competitie           | Wedstrijd                       | Uitslag |
| - | ------- | ---------------- | -------------------- | ------------------------------- | ------- |
| 1 | Zenica  | 30 augustus 2019 | EK 2022 kwalificatie | Bosnië en Herzegovina − Georgië | 7 − 1   |
| 2 | Tbilisi | 1 december 2020  | EK 2022 kwalificatie | Georgië − Bosnië en Herzegovina | 0 − 3   |

## Samenvatting
| Competitie      | Totaal gespeeld | Winst Bosnië en Herzegovina | Gelijk | Winst Georgië | Doelsaldo Bosnië en Herzegovina – Georgië |
| --------------- | --------------- | --------------------------- | ------ | ------------- | ----------------------------------------- |
| EK-kwalificatie | 2               | 2                           | 0      | 0             | 10 − 1                                    |
| Totaal          | 2               | 2                           | 0      | 0             | 10 − 1                                    |